# Kwango (province)
Pour les articles homonymes, voir Kwango.
La province du Kwango est depuis 2015 une province de la république démocratique du Congo à la suite de l'éclatement de la province du Bandundu. La province du Kwango a une superficie de 89 974 km2 et borde l'Angola au sud.

## Géographie
Province frontalière de l'ouest du pays, le Kwango est limitrophe de quatre provinces congolaises et de trois provinces angolaises.
| Kinshasa Kongo central | Kwilu      | Kwilu |
| Uíge                   | Kwango     | Kasaï |
| Malanje                | Lunda-Nord |       |

## Histoire
En application de la décentralisation instaurée par la Constitution du 18 février 2006, le Kwango est détaché de l'ancienne province de Bandundu. Le district de Kwango est effectivement érigé en tant que nouvelle province à partir de juillet 2015.

## Subdivisions
La province du Kwango est divisée en cinq territoires : Feshi, Kahemba, Kasongo-Lunda, Kenge, Popokabaka.
| Subdivision                 | Chef-lieu     | Superficie (km²) | Population (2016) |
| --------------------------- | ------------- | ---------------- | ----------------- |
| Territoire de Feshi         | Feshi         | 19 187           | 486 000           |
| Territoire de Kahemba       | Kahemba       | 20 000           | 900 248           |
| Territoire de Kasongo Lunda | Kasongo-Lunda | 26 648           | 1 640 430         |
| Territoire de Kenge         | Kenge 2       | 18 126           | 1 523 673         |
| Territoire de Popokabaka    | Popokabaka    | 6 949            | 620 787           |